# Boros (plaats)
Boros is een bestuurslaag in het regentschap Sumedang van de provincie West-Java, Indonesië. Boros telt 2321 inwoners (volkstelling 2010).

## Geboren
- Peter Dahlqvist (1956), voetballer